# Hefebrand
Hefebrand oder Brand aus Trub (veraltet Drusen; französisch Lie(s)) ist die in der EU rechtlich vorgeschriebene Bezeichnung einer Spirituose, welche durch Destillation von Trub (Geläger) gewonnen wird.:Anhang I Kategorie 12 a)

## Ausgangsstoffe
Als Ausgangsstoffe kommen ausschließlich Weintrub aus der Weinerzeugung, Biertrub aus der Erzeugung von Bier, oder Fruchttrub aus der Erzeugung alkoholhaltiger Obstmoste in Frage.:Anhang I Kategorie 12 a)
Die Bezeichnung „Hefebrand“ oder „Brand aus Trub“ ist durch die Angabe des verwendeten Ausgangsstoffs zu ergänzen. Die vollständige Bezeichnung der Spirituose lautet daher beispielsweise „Weinhefebrand“, „Bierhefebrand“ oder „Obsthefebrand“.:Anhang I Kategorie 12 g)

## Alkoholgehalte
Beim Brennvorgang muss der Alkoholgehalt unter 86 % vol. (Brennstärke) bleiben.:Anhang I Kategorie 12 a)
Der Alkoholgehalt der in den Verkehr gebrachten Hefebrände bzw. Brände aus Trub muss bei mindestens 38 % vol. (Trinkstärke) liegen.:Anhang I Kategorie 12 b)
Der Zusatz von Alkohol, ob verdünnt oder unverdünnt, ist nicht zulässig.:Anhang I Kategorie 12 c)

## Behandlung des Brands
Hefebrand oder Brand aus Trub darf nicht aromatisiert werden. Zuckerkulör darf nur zur Anpassung der Farbe zugesetzt werden. Zur Abrundung des endgültigen Geschmacks darf gesüßt werden. Das Fertigerzeugnis darf jedoch nicht mehr als 20 g süßende Erzeugnisse je Liter, ausgedrückt als Invertzucker, enthalten.:Anhang I Kategorie 12 d)–f)

## Gesetzliche Regelungen
Stand Januar 2024 gilt die Verordnung (EU) 2019/787 vom 17. April 2019. Sie ersetzte die Verordnung (EG) 110/2008 vom 15. Januar 2008.

## Hefebrand in der Schweiz
Hier ist die gesetzliche Grundlage die Verordnung des Eidgenössischen Departements des Innern (EDI) über Getränke vom 16. Dezember 2016 (Stand am 1. Juli 2020).
Diese VO regelt in „Art. 133 Hefebrand (Brand aus Trub, Drusenbrand)“: „Hefebrand (Brand aus Trub, Drusenbrand) ist eine Spirituose, die ausschliesslich durch Destillation von Weintrub oder Fruchttrub zu weniger als 86 Volumenprozent gewonnen wird“.:S. 41